# Ottó Ferenc
Ottó Ferenc (Valkó, 1904. október 26. – Gödöllő, 1976. november 19.) zeneszerző.

## Élete
Édesapja erdész volt. Érettségi után Milánóban Alfiero Alecconál, majd 1926–31-ben a Zeneakadémián Kodálynál folytatta zeneszerzői tanulmányait. A Budai Dalárda, a Palestrina Kórus és az egyetemi énekkar tagjaként eljutott a skandináv államokba, Németországba, Olaszországba, Lengyelországba, az USA-ba (1937). 
József Attila költő barátja volt, több versét megzenésítette, a költő neki ajánlotta Altató című versét. A II. világháborúban amerikai fogságba esett Franciaországban, 1946-ban tért haza. 1949-ben a népi demokrácia elleni szervezkedés vádjával életfogytiglani fegyházra ítélték, 1956 nyarán szabadult, de 1966-ban újból egy év börtönt kapott ellenforradalmi szervezkedés vádjával Pálos Himnusz című művéért, amelynek szövegét Gérecz Attila írta. Balassa-kórusával és József Attila dalával pályadíjat nyert. Egyike azoknak a zeneszerzőknek, akiknek életművét a kommunista diktatúra annullálni kívánta.

## Művei
- Júlia szép leány (opera bem. Operaház 1939)
- Altató (kantáta Balassa, József A. verseire)
- Zöld Ilona (gyermekopera és szvit)
- Magyar Bacchus (vígopera és szvit)
- Kísérőzene a Garabonciás és a Krétakör színművekhez, Mária siralom, Aratóünnep, Balassa kantáta,
- Favágó (József Attila szövegére, férfikarra, 1936, vegyeskari átirat, 1937)
- Fúvósötös
- Két pasztorál orgonára (1938)
- Három fantázia régi magyar egyházi népénekekre (orgonamű, 1939)
- Aratónap (kantáta Illyés Gyula költeménye alapján, 1940);
- Lengyel millenniumi mise (1965)
- Karácsonyi pasztorál (1967); Három magyar mise (1967, 1970, 1971)
- In memoriam Z. Kodály (kürtszóló, bem. New York, 1971)
- Magyar Miatyánk (bem. Bp., 1972)
- Rákóczi-oratórium (1974)
- zenekari és kamaraművek, dalok

## Zenei írások
- Bartók Béla a Cantata profana tükrében, (1936)
- József Attila-emlékek (1963)